# Liechtensteiner-Cup 1954-1955
La Liechtensteiner-Cup 1954-1955 è stata la decima edizione della coppa nazionale del Liechtenstein conclusa con la vittoria finale del FC Schaan, al suo primo titolo.
Della competizione è noto solo il risultato della finale.

## Finale
Dopo nove finali tra il FC Vaduz e il FC Triesen il Schaan vinse il suo primo titolo.
| Vaduz | FC Schaan | 1 – 0 | Vaduz |  |